# Lago di Ganna
Lago di Ganna este o arie protejată (arie specială de conservare — SAC, sit de importanță comunitară — SCI) din Italia întinsă pe o suprafață de 106 ha, integral pe uscat.

## Localizare
Centrul sitului Lago di Ganna este situat la coordonatele 45°53′49″N 8°49′33″E / 45.896944°N 8.825833°E.

## Înființare
Situl Lago di Ganna a fost declarat sit de importanță comunitară în iunie 1995 pentru a proteja 1 specie de plante și 46 de specii de animale. Situl a fost protejat și ca arie specială de conservare în aprilie 2014.

## Biodiversitate
Situată în ecoregiunea alpină, aria protejată conține 6 habitate naturale: Păduri aluvionare cu Alnus glutinosa și Fraxinus excelsior (Alno-Padion, Alnion incanae, Salicion albae), Pajiști cu Molinia pe soluri calcaroase, turboase sau argilos-nămoloase (Molinion caeruleae), Turbării active, Ape stătătoare oligotrofe până la mezotrofe, cu vegetație de Littorelletea uniflorae și/sau de Isoëto-Nanojuncetea, Mlaștini calcaroase cu Cladium mariscus și specii de Caricion davallianae, Depresiuni pe substraturi de turbă de Rhynchosporion.
La baza desemnării sitului se află mai multe specii protejate:
- plante (1): Hamatocaulis vernicosus
- păsări (37): uliu păsărar (Accipiter nisus), pescăruș albastru (Alcedo atthis), rață mare (Anas platyrhynchos), lăstunul mare (Apus apus), rață-cu-cap-castaniu (Aythya ferina), șorecarul comun (Buteo buteo), sticlete (Carduelis carduelis), Certhia brachydactyla, Cettia cetti, florinte (Chloris chloris), șerpar (Circaetus gallicus), pițigoi albastru (Cyanistes caeruleus), lăstun de casă (Delichon urbicum), ciocănitoare pestriță mare (Dendrocopos major), ciocănitoare neagră (Dryocopus martius), presură de stuf (Emberiza schoeniclus), măcăleandru (Erithacus rubecula), șoim călător (Falco peregrinus), vânturel roșu (Falco tinnunculus), Hippolais polyglotta, rândunică (Hirundo rustica), privighetoare (Luscinia megarhynchos), gaia neagră (Milvus migrans), codobatură galbenă (Motacilla alba), pițigoi mare (Parus major), pițigoi de brădet (Periparus ater), codroșul de pădure (Phoenicurus phoenicurus), pitulice sfârâitoare (Phylloscopus sibilatrix), pițigoi sur (Poecile palustris), brumăriță de pădure (Prunella modularis), cristei de baltă (Rallus aquaticus), sitar de pădure (Scolopax rusticola), țiclete (Sitta europaea), scatiu (Spinus spinus), huhurez mic (Strix aluco), silvie cu cap negru (Sylvia atricapilla), silvie de câmp (Sylvia communis)
- amfibieni (1): Rana latastei
- mamifere (3): liliac cu urechi mari (Myotis bechsteinii), liliac cu picioare lungi (Myotis capaccinii), liliac cărămiziu (Myotis emarginatus)
- nevertebrate (1): Austropotamobius pallipes
- pești (4): zglăvoacă (Cottus gobio), Lethenteron zanandreai, Sabanejewia larvata, Telestes muticellus

Pe lângă speciile protejate, pe teritoriul sitului au mai fost identificate 44 de specii de plante, 5 specii de amfibieni, 17 specii de mamifere, 4 specii de nevertebrate, 1 specie de pești, 8 specii de reptile.